# Sper
Sper o Speri fou una senyoria armènia (vers segle iv a VI) i després principat armeni el 837. Les terres de Sper pertanyeren tradicionalment als Bagratuní dins del regne d'Armènia quedant en mans dels romans d'Orient amb la partició del país amb els perses el 387; el poder dels senyors feudals va ser abolit el 539, passant a ser part del territori romà d'Orient la resta del segle vi i gran part del VII, i després va passar al califat a la part final del segle vii i tot el segle viii. Al segle ix, any 837, es va formar un principat armeni de frontera inicialment sota protecció romana d'Orient, però després actuant pel seu compte; posteriorment va passar a ser una regió del domini bagràtida de la Tao-Klardjètia, i va tornar a Bizanci el 1008 per llegat a la mort de David III. Fou evacuada el 1071 després de la derrota grega en la batalla de Mantziciert. El seu centre era la fortalesa d'Ispiri, actualment Ispir.

## Història
Pel tractat del 387 entre l'Imperi Romà d'Orient i els perses sassànides, la part occidental d'Armènia va quedar dins l'imperi en una frontera que anava entre Karin i Niphrkert-Mdzpin (Nisibin). Al seu torn l'Armènia occidental estava dividida en la part nord, capital Karin, anomenada Armènia Interior, que era part de l'Imperi des de l'annexió formal el 391, mentre la part sud comprenia cinc estats feudals semi-autonoms. Sper quedava dins la primera zona, al nord de Karin, sense que es pugui determinar amb certessa si ja hi tenien possessions els Bagratuní que eren una família important del regne tot i que les seves funcions hereditàries de thagadir (posa corones, el dignatari que posava la corona al cap del nou rei quan era consagrat) s'exercia a l'Armènia persa, i l'altra funció, aspet o cap de la cavalleria, era general del regne. En tot cas el càrrec de thagadir fou abolit el 428 quan es va suprimir la monarquia a Persarmènia. La situació social va variar poc, fora del temps de l'emperador Zenó (474-491) quan els prínceps feudals van donar suport a la revolta contra ell. El 528 Justinià I va fer les primeres reformes i la Armenia Interior (Armenia Minor fou agrupada amb les altres zones (Prima i Secunda) i amb el Pont per formar una zona militar única. Els regiments armenis van passar a formar part de les divisions imperials; les funcions militars dels governadors grecs i dels nakharark armenis foren abolides. El 532 es va signar la pau amb Pèrsia i les reformes van continuar: L'antiga Armènia Interior i l'Armènia Menor (Armenia Minor) van formar una província dividida en quatre unitats: Prima, Secunda, Tertia i Quarta; el 536 moltes lleis i costums armènies foren liquidades, es va establir el dret d'herència de les dones a les propietats (amb l'objectiu de dividir els dominis dels nakharark armenis i limitar els drets hereditaris dins els dominis privats). No hi ha dubte que els bagràtides ja tenien possessions importants a la zona en aquell temps si bé el seu centre d'activitat era la Persarmènia.
Les restriccions a l'autoritat dels nakharark i l'increment de les taxes va provocar les primeres revoltes. Al districte de Karin hi dominava la darrera descendència dels Arxakuní, descendents segurament dels arsàcides, entre els quals Hovhan i el seu fill Artavan eren els més destacats. Tenien de veïns als Bagratuní de Sper i als Mamiconis de Taik. Aquests tres nakharark van combinar forces per fomentar revoltes (537-539). El moviment es va iniciar a Sper amb l'assassinat del príncep Hamazasp Bagratuní de Sper pel procònsol romà d'Orient; les tres famílies van massacrar a tots els soldats grecs de l'Armènia Occidental i van expulsar tots els romans d'Orient de la regió; però l'exèrcit romà d'Orient es va presentar amb moltes forces i va sufocar la revolta; molts nakharark armenis foren executats o exiliats; el càstig imperial fou tan dur que els caps armenis ja no van recuperar el poder militar en aquell territori. El 591 a més a més el poder romà d'Orient es va estendre notablement a l'est quan el nou rei persa, imposat pels romans d'Orient, li va cedir la major part de l'antiga Persarmènia, i encara que al cap de pocs anys els perses la van reconquerir, el 628 la pau assignava la major part d'Armènia a l'Imperi Romà d'Orient. En aquests anys el segon fill de la família té dret a una part de l'herència i les senyories comencen a fraccionar-se.
Les primeres incursions musulmanes serioses a la regió de Sper foren posteriors al 652, però de fet va caure en mans del califat trenta anys després, quan els romans d'Orient van deixar de defensar el país. Les regions del Taik, Gugarq i la conca del riu Fasis romanien encara en poder dels romans d'Orient igual que el Lazistan i el litoral del Pont Euxí (Mar Negra). La religió dels invasors es va difondre ràpidament, però quedaven illes cristianes a les regions muntanyoses al nord del riu Araxes fins a Sper, Kars i Artvin, on els nakharark armenis defensaven els castells construïts en pics inaccessibles oferint refugi a la població rural de la zona en cas de problemes; en general doncs a la plana van dominar els musulmans, però les muntanyes romanien cristianes i armeno-romanes d'Orient.
Els romans d'Orient van envair Armènia el 837 però la van evacuar ràpidament. Però, abans de marxar, van deixar instal·lat a la zona de frontera, com a príncep de Sper (avui Ispir) a un protegit seu, Asoci Bagratuní fill de Shapuh Bagratuní (o Sapuh † 824), príncep de Taik (el germà d'Asoci IV Bagratuní), amb títol de cònsol. La capital es va establir a Ashkharaberd o Asharhaberd
Asoci o Asoci de Sper va morir a una data no coneguda però anterior al 850 quan ja s'esmenta com a príncep al seu fill Galabar Ishkhanik (o Gregori Ishkhanik) que al contrari que el seu pare va fer la guerra als romans d'Orient. Tenia a l'oest a l'emirat de Melitene i la regió de Tefrícia (Tephrike) sota un govern Paulicià (és a dir de la secta Paulicians), que eren aliats seus i feien la guerra a l'Imperi Romà d'Orient. Gregori, veient ocupats als romans d'Orient, va considerar possible atacar els grecs de la regió sota el seu control per expropiar-los dels seus béns i ramats, el que va poder fer amb l'ajut de Gurguèn Arzeruni, fill d'Abubeldj que s'havia refugiat allí després de la incursió de Bogha el Vell ostikan d'Armènia a Baspracània (abans d'arribar a Sper va passar buscant refugi pel principat dels Mamiconis de Bagrevand però els Mamiconis foren ràpidament massacrats pels musulmans). Galabar, per les confiscacions fetes a la població grega, es va enfrontar amb els romans d'Orient, als que en la lluita va arrabassar la fortalesa d'Aramaniak (prop de l'actual Bayburt). Les forces reduïdes que hi va enviar Bogha foren rebutjades per Galabar amb l'ajut de Gurguèn, però Galabar, per por de ser atacat per dos costats, va fer la pau amb els romans d'Orient als quals va tornar Aramaniak.
Posteriorment al segle x, quan la branca dels bagràtides originada en Vasaces i Adarnases es va estendre pel Taik i cap al sud-oest, va passar a ser una regió del domini bagràtida de la Tao-Klardjètia, i va tornar a Bizanci el 1008 per llegat a la mort de David III. Sper va restar sota influència romana d'Orient fins al 1071 quan els grecs foren derrotats decisivament en la batalla de Mantziciert i van haver d'abandonar quasi tot Àsia Menor excepte algunes ciutats i les zones costaneres, passant llavors als seljúcides. Fou ocupada pels georgians el 1123.
Ipsir va caure en mans dels otomans cap al 1530 i des de llavors va formar part de l'Imperi Otomà i després de la moderna república de Turquia.